# Der heiße Draht
Der heiße Draht war eine große Samstagabendshow-Sendereihe des Südwestfunks im ersten Programm der ARD, deren Fernsehsendungen von 1973 bis 1975 ausgestrahlt und von Joachim Fuchsberger moderiert wurden. Die letzte von acht Folgen widmete sich dem Internationalen Jahr der Frau.

## Fuchsberger als Showmaster
Joachim Fuchsberger hatte sich seit den 60er Jahren, neben seiner bereits sehr erfolgreichen Karriere als Filmschauspieler, auch als charmanter, gebildeter, manchmal noch etwas „burschikos“ auftretender, Showmaster profiliert. Anfangs erzielten die Shows, die er moderierte, jedoch noch keine sehr großen Einschaltquoten. Die Moderation der großen Fernsehshow Der heiße Draht brachte ihm große Popularität, auch wenn sie nur zwei Jahre lang lief.

## Regisseur
Regisseur war Peter Behle, der auch bei Wünsch Dir was Regie geführt hatte.

## Ablauf
Gäste, darunter Prominente, aus zwei Ländern oder Regionen wurden von Joachim Fuchsberger zu einem bestimmten Thema ins Gespräch gebracht und mit witzigen Einfällen in Szene gesetzt. Die Beiträge und Teilnehmer aus den anderen Ländern oder Regionen wurden über eine Fernsehschaltung und Monitore eingespielt. 1974 z. B. wurde die österreichische Schauspielerin Senta Berger eingeladen und eine, improvisiert wirkende, Telefonverbindung mit dem Bundeskanzler Bruno Kreisky in Wien hergestellt. 1975 wurde den ausschließlich weiblichen Gästen, darunter Hortense von Gelmini und Elke Sommer, ein Männerstammtisch, u. a. mit Robert Lembke, Hermann Höcherl und Franz Alt gegenübergestellt. Zusätzlich wurden Musikeinlagen, Aufführungen und Publikumsumfragen eingeblendet und mit den Showgästen zur Diskussion gestellt.

### Kandidatenvorstellung
Nach der ersten Runde stellte Fuchsberger die Kandidaten vor, die auch mit kurzen Einspielfilmen porträtiert wurden. Danach begannen die Gespräche, die auch ernstere oder kontroverse Themen (z. B. 1974 Vorurteile zwischen Deutschen und Österreichern, 1975 über die Frau als Lustobjekt) auf mehr oder weniger pointierte Weise behandelten.

### Zuschauerrunde
Zweimal pro Show wurden auch Fernsehzuschauer, die sich zuvor postalisch angemeldet hatten, vom Sender zurückgerufen und durften prominenten Gästen Fragen stellen. Punktuell wurden auch Prominente als Zuschauer einbezogen, so 1975 der noch jugendliche Franz Beckenbauer, dessen erste Frau damals zu den Show-Gästen gehörte.

### Showeinlagen
Showeinlagen gestalteten bekannte Künstler, z. B. 1974 Udo Jürgens, 1975 traten die Sängerinnen Bibi Johns, Marianne Mendt, Ireen Sheer und Maggie Mae gemeinsam mit einem Song zum Thema Männer und Frauen auf.

## Ungewöhnliches
In der letzten Sendung zum Thema Emanzipation der Frau kam Fuchsberger in Handschellen ins Studio, gefesselt von der ehemaligen Chefin von Interpol in Finnland. Danach kam es u. a. zu einem, von Fuchsberger noch unter Kontrolle gehaltenen, Disput zweier prominenter weiblicher Gäste über die Rolle der Frau als „Lustobjekt“: Während die in Hollywood lebende Schauspielerin Elke Sommer, nach Nacktaufnahmen im Playboy, Nudismus für Frauen propagierte, andererseits aber Voyeurismus der Männer beklagte, verteidigte die erste deutsche Orchesterdirigentin Hortense von Gelmini das Schamempfinden der Frau, Ehe und Familie. Diese Diskussion fand ihren Niederschlag in zahlreichen Leserbriefen und in dem zeitkritischen Buch Einblicke, das Hortense von Gelmini 1981 publizierte.

## Laufzeit
Der Südwestfunk produzierte vom 1. Dezember 1973 bis 5. April 1975 insgesamt 8 Sendungen.
Die letzte Sendung hatte auf Wunsch der Bundesregierung das Internationale Jahr der Frau, dessen deutsche Schirmherrin Bundestagspräsidentin Annemarie Renger war, zum Thema.